# Ford Capri (1989)

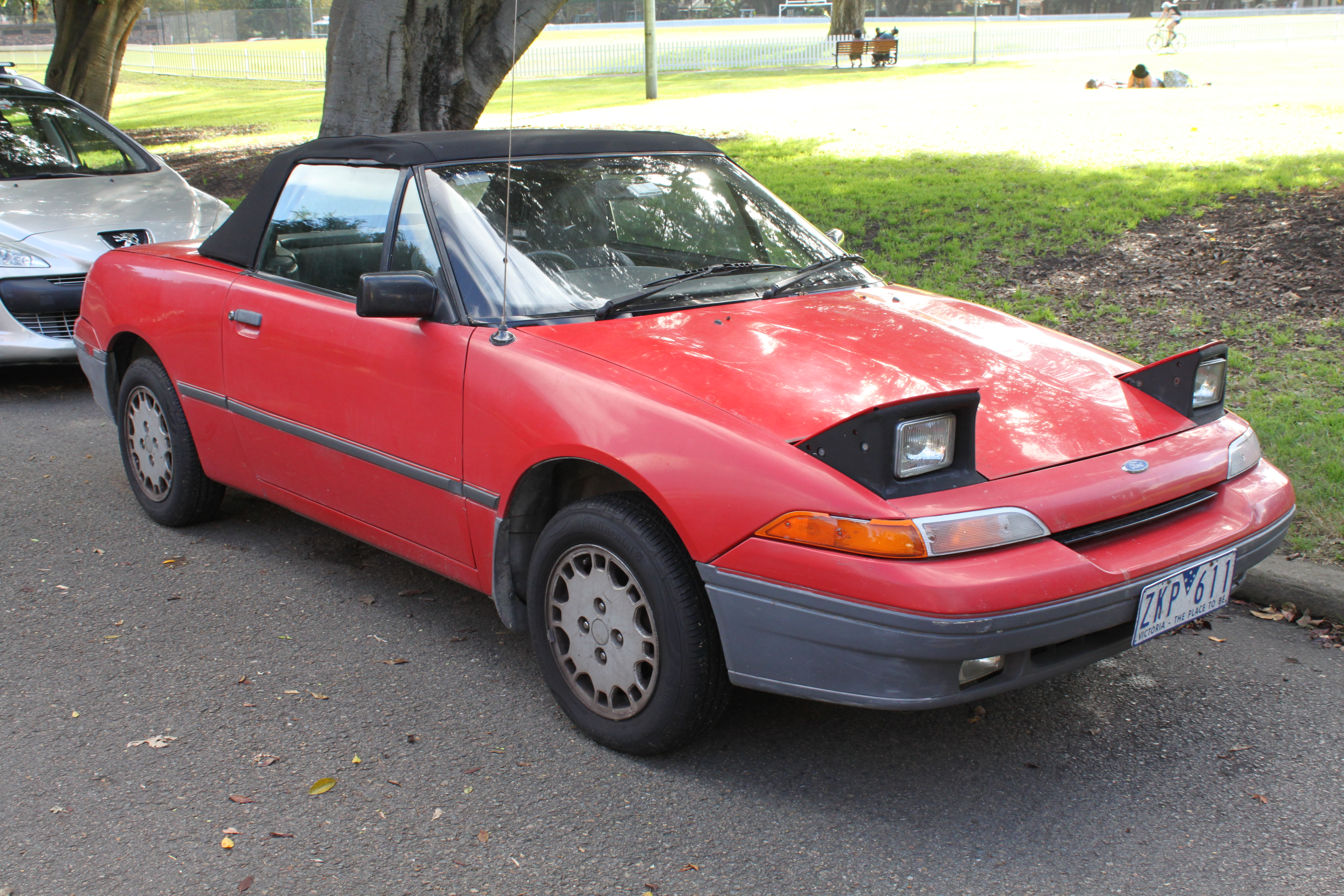

La Ford Capri è un'autovettura di tipo cabriolet prodotta dalla casa automobilistica statunitense Ford, in particolare dalla filiale Ford Australia dal 1989 al 1994.
Il lancio dell'auto ha coinciso con il riutilizzo del nome Ford Capri, precedentemente adoperato dalla filiale Ford Europa dal 1969 al 1986 e sulla Mercury Capri dal 1979 al 1986.
La Capri australiana, nome in codice SA30, era piccola una decappottabile 2+2 basata sui motori e sulla meccanica della Mazda 323, che la Ford Australia aveva utilizzato anche nella Laser. Aveva una carrozzeria progettata dalla Ghia, mentre gli interni dalla ItalDesign.